# Richard Pates
Richard Edmund Pates (ur. 12 lutego 1943 w Saint Paul, Minnesota) – amerykański duchowny katolicki, w latach 2008–2019 biskup Des Moines w stanie Iowa. Od 2021 administrator apostolski diecezji Crookston.
Kształcił się w seminarium archidiecezjalnym w rodzinnym mieście, a także w Rzymie w Kolegium Ameryki Płn. i na Uniwersytecie Gregoriańskim, gdzie uzyskał licencjat z teologii. Święcenia kapłańskie otrzymał 20 grudnia 1968 w bazylice św. Piotra z rąk bpa Francisa F. Reh. Po powrocie do kraju służył m.in. jako dyrektor ds. powołań archidiecezji i sekretarz abpa St. Paul i Minneapolis. W latach 1975–1981 sekretarz Delegatury Apostolskiej w Waszyngtonie. Powrócił następnie do rodzinnej archidiecezji i został rektorem Seminarium św. Jana Vianneya (lata 1981–1987). W kolejnych latach pracował duszpastersko jako proboszcz parafii.
22 grudnia 2000 otrzymał nominację na biskupa pomocniczego St. Paul i Minneapolis ze stolicą tytularną Suacia. Sakry udzielił  mu metropolita Harry Flynn. Niedługo później został wikariuszem generalnym archidiecezji. 10 kwietnia 2008 mianowany ordynariuszem diecezji Des Moines w metropolii Dubuque. Ingres odbył się 29 maja 2008.
13 kwietnia 2021 papież Franciszek mianował go administratorem apostolskim sede vacante diecezji Crookston, którym pozostawał do 6 grudnia tegoż roku.